# Luca Laurenti
Luca Laurenti (n. 29 aprilie 1963, Roma, Italia) este un cântăreț și actor italian.